# Ferdinand Hellers
Eric Gustaf Ferdinand Hellers (* 28. Januar 1969 in Stockholm) ist ein schwedischer Schachspieler.

## Leben
Ferdinand Hellers arbeitet als Konkursanwalt. Er wurde 1984 und 1988 mit dem Schachgideon ausgezeichnet.

## Erfolge
1984/85 gewann er in Groningen die Jugendeuropameisterschaft U20. Bei der U20-Juniorenweltmeisterschaft im Jahr 1986 in Gausdal wurde er Dritter. Er spielte für Schweden bei zwei Schacholympiaden: 1988 und 1990. Außerdem nahm er zweimal an den europäischen Mannschaftsmeisterschaften (1989 und 1992) teil. Zudem hat er in den Jahren 1993, 1994 und 1997 beim Sigeman & Co in Malmö gewonnen.
Hellers gewann die schwedische Mannschaftsmeisterschaft 1983 mit dem Limhamns SK sowie 1987, 1988, 1989, 1990 und 1991 mit dem Wasa SK, er hat in Schweden außerdem auch schon für den Eksjö SK gespielt. In der deutschen Bundesliga war er in der Saison 1998/99 für den SV Wattenscheid am zweiten Brett gemeldet, kam aber nicht zum Einsatz.
| Hier fehlt eine Grafik, die leider im Moment aus technischen Gründen nicht angezeigt werden kann. Wir arbeiten daran! |